# Sveriges socialdemokratiska arbetareparti
Sveriges socialdemokratiska arbetareparti (SAP; deutsch Sozialdemokratische Arbeiterpartei Schwedens), kurz Socialdemokraterna (S), ist eine in Schwedens Reichstag traditionell vertretene, in Teilen linke politische Partei. Sie erhielt seit 1917 bei allen Reichstagswahlen die meisten Stimmen und stellte ab 1923 während des längsten Zeitraums des 20. Jahrhunderts den schwedischen Ministerpräsidenten. Wie viele Volksparteien und insbesondere sozialdemokratische Parteien in westlich orientierten und liberaldemokratischen Staaten verzeichneten auch die Socialdemokraterna im 21. Jahrhundert einen signifikanten Rückgang an Stimmen und erhielt bei der Reichstagswahl 2018 mit 28,3 % der Stimmen das schlechteste Wahlergebnis seit der Reichstagswahl 1908.
Zuletzt stellten die Socialdemokraterna seit den Reichstagswahlen 2014 mit Stefan Löfven, Parteivorsitzender der SAP 2012 bis 2021, den schwedischen Ministerpräsidenten. Auf ihn folgte 2021 in beiden Ämtern Magdalena Andersson nach, mit der die Socialdemokraterna bei der Reichstagswahl 2022 zwar wieder Stimmen und Mandate dazugewinnen konnten, allerdings durch eine Mehrheit des rechten Lagers in die Opposition gehen mussten.

## Geschichte

### Gründung der Partei und Wahlrechtskampf (1889–1920)
Die sozialdemokratische Arbeiterpartei ist die älteste Partei Schwedens. Sie wurde am 23. April 1889 gegründet. Die Bildung von Gewerkschaften in den 1880er-Jahren und die Gründung von sozialdemokratischen Zeitungen in Malmö 1882 und Stockholm 1885 durch August Palm waren die ersten wichtigen Schritte auf dem Weg zur Parteigründung.
Am Beginn war die Partei stark von der deutschen Sozialdemokratie beeinflusst. Die ersten Parteiprogramme übernahmen vieles aus dem deutschen Gothaprogramm und später dem Erfurtprogramm. Die angestrebte sozialistische Umwandlung der Gesellschaft sollte durch Reformen nach einer demokratisch legitimierten Regierungsübernahme durch Wahlen geschehen.
1896 wurde Claes Tholin erster Vorsitzender der Partei. Im selben Jahr wurde Hjalmar Branting als erster Sozialdemokrat mit Unterstützung der Liberalen in den Reichstag gewählt. 1898 wurde ein gewerkschaftlicher Dachverband, die Landesorganisation (Landsorganisationen LO) gebildet. Die enge Verbindung zwischen Partei und Gewerkschaft war in der Geschichte der Arbeiterbewegung von großer Bedeutung.
Der politische Kampf zu Beginn des 20. Jahrhunderts galt vor allem der Einführung des allgemeinen Wahlrechts. In diesem Kampf waren die Liberalen Verbündete, und zwischen 1917 und 1920 waren die Sozialdemokraten Koalitionspartner in einer von den Liberalen geführten Regierung. Nachdem man das Ziel mit der Einführung des allgemeinen Wahlrechts und des Frauenwahlrechts 1921 erreicht hatte, beendete man diese Zusammenarbeit. Während des Ersten Weltkrieges kulminierten auch die innerparteilichen Auseinandersetzungen zwischen der reformistischen Parteiführung und dem radikaleren linken Parteiflügel, was schließlich zum Ausschluss der radikalen Kräfte und zur Gründung der Sozialdemokratischen Linkspartei Schwedens (Sveriges socialdemokratiska vänsterparti), die sich ab 1921 Kommunistische Partei (Kommunistiska Partiet) nannte, führte.

### Zwischenkriegszeit und Zweiter Weltkrieg (1920–1945)
Die Erwartungen, nach der Wahlrechtsreform von 1921 die Mehrheit im Reichstag zu gewinnen, waren groß, aber erfüllten sich nicht. Zwar konnte der erste sozialdemokratische Ministerpräsident Hjalmar Branting mit zwei kürzeren Unterbrechungen zwischen 1920 und 1926 regieren, aber die Regierungen hatten keine parlamentarische Mehrheit und waren dementsprechend schwach. Gleichzeitig vollzog sich innerhalb der Partei eine Radikalisierung, und die Forderung nach Sozialisierung/Verstaatlichung wurde immer lauter.
Unter dem Eindruck der Weltwirtschaftskrise und der Massenarbeitslosigkeit sowie der Bedrohung durch den Faschismus wurde die Sozialisierungspolitik hintangestellt. Nach der Wahl 1932 wurde mit parlamentarischer Unterstützung der Bauernpartei eine Minderheitsregierung unter Per Albin Hansson (1932–1946 Ministerpräsident) gebildet, die sich hauptsächlich mit Krisenpolitik befasste. Nach der Wahl 1936 wurde die Zusammenarbeit zwischen den beiden Parteien in einer Regierungskoalition vertieft. Die stabile parlamentarische Situation erlaubte auch, eine aktive Sozialpolitik zu führen, und ein wohlfahrtsstaatliches Programm, das ein „Volksheim“ schaffen sollte, wurde ausgearbeitet und in Gang gesetzt.
Der Ausbruch des Zweiten Weltkrieges verzögerte aber die Durchführung des Sozialprogrammes. Es wurde eine Konzentrationsregierung unter Beteiligung der drei bürgerlichen Parteien gebildet, um den politischen und wirtschaftlichen Herausforderungen der Kriegszeit begegnen zu können.

### Seit 1945
Nach dem Abgang der Sammlungsregierung 1945 kam es zu einer harten politischen Auseinandersetzung zwischen der Sozialdemokratischen Arbeiterpartei und dem bürgerlichen Block. Tage Erlander konnte den Fortbestand einer sozialdemokratischen Minderheitsregierung nach der Wahl 1948 sichern. Vollbeschäftigungspolitik und der Aufbau des schon vor dem Zweiten Weltkrieg skizzierten Wohlfahrtsstaates sicherten der Partei eine lange Regierungsperiode. Den größten Wahlerfolg erreichte sie bei der Wahl 1968, als sie mehr als 50 % der Stimmen erhielt. Die Verfassungsreform von 1971, die wirtschaftlichen Probleme infolge der Ölkrise von 1973 und die Kernkraftdiskussion stellten die Partei vor Probleme, die 1976 zu ihrer Abwahl beitrugen.
Nach einer Pause von sechs Jahren eroberten die Sozialdemokraten in der Wahl 1982 die Regierungsmacht zurück. Der Mord an Olof Palme 1986 erschütterte die Partei tief. Sein Nachfolger Ingvar Carlsson geriet 1990 in eine Regierungskrise, als er sich gezwungen sah, aufgrund der schwersten Wirtschaftskrise seit den 30er Jahren verschiedene Maßnahmen wie einen Preis- und Lohnstopp, Streikverbot u. a. vorzuschlagen. Die Wahl 1991 verloren die Sozialdemokraten, und eine bürgerliche Koalitionsregierung wurde gebildet.
Nach der Wahl 1994 konnten die Sozialdemokraten wieder eine Minderheitsregierung bilden. Im selben Jahr wurde auch über einen Beitritt zur EU abgestimmt, den die Parteiführung befürwortete. Doch zeigte sich, dass die Partei in der EU-Frage tief gespalten war, und nach dem Beitritt widmete man diesen Fragen keine Aufmerksamkeit mehr. Ein Parteitag beschloss im Jahr 2000, eine Volksabstimmung über einen Beitritt zur EWU vorzuschlagen. Diese Volksabstimmung wurde im Jahr 2003 durchgeführt. Während der Kampagne trat eine starke Anti-EU-Stimmung bei vielen Partei- und Regierungsmitgliedern zutage.
Die Wahl 2006 brachte der SAP das schlechteste Wahlergebnis seit der Wahl 1920. Eine Fortführung der vorherigen Minderheitsregierung unter Duldung der Grünen und der Linkspartei war nicht mehr möglich; die Partei musste nach 12 Jahren an der Regierung in die Opposition. Die Wahlniederlage wurde unter anderem dem Krisenmanagement der Regierung bei der Tsunami-Katastrophe 2004 und der allgemeinen Unbeliebtheit von Ministerpräsident Göran Persson zugeschrieben. Persson erklärte direkt nach der Wahl, sich beim Parteitag im März 2007 nicht mehr für das Amt des Vorsitzenden zu bewerben. Zur Nachfolgerin wurde Mona Sahlin gewählt. Bei der Wahl 2010 sank der Stimmenanteil der SAP nochmals auf 30,7 Prozent. Sie lag damit nur noch einen halben Prozentpunkt vor der Moderaten Sammlungspartei von Ministerpräsident Fredrik Reinfeldt und verblieb in der Opposition. Sahlin zog sich als Parteivorsitzende zurück; zum Nachfolger wurde Håkan Juholt gewählt, Vorsitzender der Sozialdemokraten in Kalmar län. Juholt trat seinerseits am 21. Januar 2012 zurück. Am 27. Januar 2012 wurde Stefan Löfven sein Nachfolger, dessen Partei bei der Wahl 2014 das Ergebnis halten konnte und der daraufhin am 2. Oktober 2014 zum Ministerpräsidenten einer rot-grünen Koalition gewählt wurde. Im November 2021 gab Löfven das Amt des Parteivorsitzenden an Finanzministerin Magdalena Andersson ab. Andersson wurde am 30. November 2021 zur Ministerpräsidentin Schwedens gewählt.
Am 15. Mai 2022 sprach sich die Parteiführung der SAP für einen Beitritt Schwedens zur NATO aus. Bei der Wahl zum Schwedischen Reichstag 2022 konnten die Socialdemokraterna unter der Führung von Magdalena Andersson wieder an Stimmen und Mandaten hinzugewinnen. Da allerdings die konservativen Moderaten unter Ulf Kristersson zusammen mit dem konservativ-rechten Block erstmals bereit waren, eine Regierung unter Duldung der rechtspopulistischen Schwedendemokraten zu bilden und der mitte-linke Block die absolute Mehrheit verfehlte, mussten die Socialdemokraterna als Konsequenz der Wahl den Gang in die Opposition antreten.

## Reichstagswahlen
Bis 1968 Wahlen zur Zweiten Kammer. Angaben von Statistiska Centralbyrån.
- 1908 14,6 %
- 1911 28,5 %
- 1914 (I) 30,1 %
- 1914 (II) 36,4 %
- 1917 31,1 %
- 1920 29,7 %
- 1921 36,2 %
- 1924 41,1 %
- 1928 37,0 %
- 1932 41,1 %
- 1936 45,9 %
- 1940 53,8 %
- 1944 46,6 %
- 1948 46,1 %
- 1952 46,1 %
- 1956 44,6 %
- 1958 46,2 %
- 1960 47,8 %
- 1964 47,3 %
- 1968 50,1 %
- 1970 45,3 %
- 1973 43,6 %
- 1976 42,7 %
- 1979 43,2 %
- 1982 45,6 %
- 1985 44,7 %
- 1988 43,2 %
- 1991 37,7 %
- 1994 45,3 %
- 1998 36,4 %
- 2002 39,9 %
- 2006 35,0 %
- 2010 30,7 %
- 2014 31,0 %
- 2018 28,3 %
- 2022 30,3 %

## Parteivorsitzende
- 1896–1907: Claes Tholin
- 1907–1925: Hjalmar Branting, Ministerpräsident 1920, 1921–1923 und 1924–1925
- 1925–1946: Per Albin Hansson, Ministerpräsident 1932–1936 und 1936–1946
- 1946–1969: Tage Erlander, Ministerpräsident 1946–1969
- 1969–1986: Olof Palme, Ministerpräsident 1969–1976 und 1982–1986
- 1986–1996: Ingvar Carlsson, Ministerpräsident 1986–1991 und 1994–1996
- 1996–2007: Göran Persson, Ministerpräsident 1996–2006
- 2007–2011: Mona Sahlin
- 2011–2012: Håkan Juholt
- 2012–2021: Stefan Löfven, Ministerpräsident 2014–2021
- 2021–0000: Magdalena Andersson, Ministerpräsidentin 2021–2022